# Canton de Fort-de-France-6
Le canton de Fort-de-France-6 est une ancienne division administrative française située dans le département et la région de la Martinique.

## Géographie
Le canton de Fort-de-France-6 faisait partie de l'arrondissement de Fort-de-France. C'était l'un des dix cantons correspondant à une partie de la commune de Fort-de-France.

## Histoire
À la suite des élections territoriales de décembre 2015 concernant la collectivité territoriale unique de Martinique, le conseil régional et le conseil général sont remplacés par l'assemblée de Martinique. De fait, les cantons disparaissent.

## Administration
| Période   | Période               | Identité           | Étiquette | Qualité |
| --------- | --------------------- | ------------------ | --------- | --- |
| 1973      | 1992                  | Camille Darsières  | PPM       | Président du conseil régional (1986-1992)                                                                             |
| 1992      | 2004                  | Serge Letchimy     | PPM       | Maire de Fort-de-France (2001-2010) Président de la communauté d'agglomération du Centre de la Martinique (2001-2008) |
| 2004      | juin 2010 (démission) | Catherine Conconne | PPM       | Adjointe au maire de Fort-de-France                                                                                   |
| juin 2010 | décembre 2015         | Jean-Claude Jabol  | PPM       | |

## Composition
Le canton de Fort-de-France-6 se composait uniquement d'une partie de la commune de Fort-de-France et comptait 11 275 habitants (population municipale) au 1er janvier 2012,.

## Démographie
| 1961 | 1967 | 1974 | 1982 | 1990 | 1999   | 2006   | 2009   | 2012   |
| ---- | ---- | ---- | ---- | ---- | ------ | ------ | ------ | ------ |
| -    | -    | -    | -    | -    | 11 257 | 11 649 | 12 021 | 11 275 |